# Oyfn Pripetchik

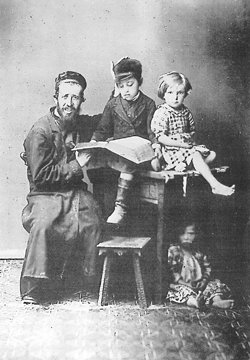
Un melamed et ses élèves dans la Podolie du XIXe siècle

Oyfn Pripetchik (yiddish : אויפן פריפעטשיק Du fourneau) est une chanson écrite et composée par Mark Warshawsky (1848-1907), décrivant l’apprentissage de l’alphabet hébreu (selon la prononciation ashkénaze) par un rabbin à un groupe d’enfants dans un heder. 
Capturant tant un moment-clé de l’éducation juive traditionnelle — alors même que le heder perd son monopole au profit des écoles modernes — qu’une scène de vie typique des Juifs d’Europe de l’Est au XIXe siècle, la chanson trouve rapidement son public. Elle évoque avec douceur et nostalgie les premiers moments de l’apprentissage de la Torah suivant une méthode de simple répétition, avant de se faire plus sombre en rappelant « combien de larmes se trouvent dans ces lettres et combien de pleurs » faisant ainsi référence au dicton « l’histoire des Juifs est écrite dans les larmes ». 
Cette dimension tragique de la chanson a été accrue par la destruction du monde qu’elle chante et elle demeure à ce jour un symbole du patrimoine musical juif d’avant la Shoah.

## Le chant
| Traduction | Transcription | Yiddish |
| --- | --- | --- |
| Dans le fourneau brûle un petit feu, Et il fait bon dans la maison. Et le maître enseigne aux petits enfants L'alphabet [hébreu].                                                      | Oyfn pripetchik brent a fayerl Un in shtub is heys Un der rebbe lernt kleyne kinderlekh Dem alef-beys.                           | אױפֿן פּריפּעטשיק ברענט אַ פֿײַערל און אין שטוב איז הייס, און דער רבי לערנט קליינע קינדערלעך דעם דעם אלף בית                     |
| Refrain: Regardez attentivement, petits enfants, souvenez-vous, mes très chers De ce que vous apprenez ici, Répétez encore une fois, encore et encore Komets aleph [se prononce] "o" ! | Refren: Zet je, kinderlekh, gedenkt je, tayere, Vos ir lernt do. Zogt je nokh a mol un take nokh a mol : Komets alef : o !       | רעפֿרען: זעט זשע, קינדערלעך, געדענקט זשע, טײַערע, וואָס איר לערנט דאָ זאָגט זשע נאָך אַ מאָל און טאַקע נאָך אַ מאָל קמץ־אלף : אָ !      |
| Étudiez, petits enfants, avec un grand désir, Ainsi je vous préviens Celui d'entre vous qui connaîtra le plus rapidement l'hébreu, Celui-là recevra un drapeau.                        | Lernt, kinderlekh, mit groys kheyshik, Azoy zog ikh aykh on. Ver s'vet gikher fun aykh kenen ivri, Der bakumt a fon.             | לערנט קינדערלעך מיט גרויס חשק אַזוי זאָג איך אײַך אָן ווער ס'וועט גיכער פֿון אײַך קענען עברי דער באַקומט אַ פאָן.                   |
| Refrain: Regardez attentivement, … | Zet je, kinderlekh, … | זעט זשע, קינדערלעך ... |
| Étudiez, petits enfants, n'ayez pas peur, Tout début est difficile, Heureux l'homme qui a étudié la Torah, Est-ce qu’un homme a besoin de plus ?                                       | Lernt, kinderlekh, hot nit moyre, Yeder onheyb iz shver; Gliklekh iz der yid vos hot gelernt Toyre, Tsi darf a mentsh nokh mer ? | לערנט קינדערלעך האָט ניט מורא, יעדער אָנהייב איז שווער; גליקלעך איז דער ייִד וואָס האָט געלערנט תורה, צי דאַרף אַ מענטש נאָך מער ? |
| Refrain: Regardez attentivement, … | Zet je, kinderlekh, … | זעט זשע, קינדערלעך ... |
| Quand, les enfants, vous serez plus vieux, Vous comprendrez vous-même Combien de larmes se trouvent dans ces lettres Et combien de pleurs                                              | Az ir vet, kinderlekh, elter vern, Vet ir aleyn farshteyn, Vifil in di oysyes lign trern Un vifil geveyn.                        | אַז איר וועט, קינדערלעך, עלטער ווערן, װעט איר אַלײן פֿאַרשטיין, וויפֿל אין די אותיות ליגן טרערן, און ווי פֿיל געוויין.           |
| Refrain: Regardez attentivement, … | Zet je, kinderlekh, … | זעט זשע, קינדערלעך ... |
| Pendant que, les enfants, vous subirez l'Exil, Vous serez épuisés, Tirez de la force de ces lettres, Examinez-les !                                                                    | Az ir vet kinderlekh, dem goles shlepn, Oysgemutshet zayn, Zolt ir fun di oysyes koyekh shlepn, Kukt in zey arayn                | אַז איר וועט, קינדערלעך, דעם גלות שלעפּן, אויסגעמוטשעט זײַן, זאָלט איר פֿון די אותיות כוח שלעפּן קוקט אין זיי אַרײַן !             |
| Dans le fourneau brûle un petit feu, Et il fait bon dans la maison. Et le maître enseigne aux petits enfants L'alphabet [hébreu].                                                      | Oyfn pripetchik brent a fayerl Un in shtub is heys Un der rebbe lernt kleyne kinderlekh Dem alef-beys.                           | אױפֿן פּריפּעטשיק ברענט אַ פֿײַערל און אין שטוב איז הייס, און דער רבי לערנט קליינע קינדערלעך דעם אלף בית                         |

## Autour de cette chanson
- Oyf'n pripetchik apparait dans le film La Liste de Schindler où elle constitue le thème musical de la petite fille au manteau rouge. Elle est reprise par la chorale d'enfants juifs Chevatim dans le titre Song of Memory qui figure sur le CD et le DVD du même nom.

- Ce morceau est également joué au violon en clôture du film Next Stop, Greenwich Village, film américain de Paul Mazursky sorti en 1976.
- Cette chanson est chantée par un vieil homme dans les scènes de fin du film Histoires d'Amérique, de Chantal Akerman, sorti en 1989. Une femme s'approche de lui est lui demande "Chante moi une chanson en yiddish, j'ai le cœur brisé" (en yiddish). Un jeune homme approche est dit "Chante quelque chose avant que je meure" (en anglais). Le vieil homme entame la chanson.